# Ákos Miklós
Ákos Miklós (eredeti neve Ádler Miklós), (Budapest, 1911. június 17. –Sao Paulo, 1985. június 25.) magyar író, újságíró, műfordító. Néhány regénye D. Lord írói álnéven jelent meg. 

## Pályafutása
Szülei: Adler Izidor kereskedő és Zilzer Berta voltak. Apai nagyszülei Adler Ábrahám és Glaser Katalin, anyai nagyszülei Zilzer Henrik (1850–1931) és Stern Mária (1850 körül–1935) voltak. Pályáját újságíróként kezdte, első nagyobb regénye 1935-ben jelent meg. Igen sok műve jelent meg, bár az 1945 előtt írott munkái a ponyvaregények határait súrolják. Leginkább ifjúsági regényeiről ismert: Nyomoz a VII/A (1943); Nyaral a VII/A (1934); Varga Annus (1951), stb. Az 1956-os forradalom után Izraelben telepedett le, ahol egyes regényeit újra megjelentette. Teljes gőzzel című regényéből 1951-ben azonos címmel film is készült, amelynek forgatókönyvét is ő írta.

## Művei
| - Nyaral a VII/a (ifjúsági regény, 1934) - Édes gazember (regény, 1935) - A hercegnő pizsamája (regény, 1935, 2. kiadás: Tel-Aviv, 195?) - Pánik a hajón (regény, 1935) - Váratlan fordulat (regény, 1935) - Végzetes éjszaka (regény, 1935) - Halott a vonaton (regény, 1936) - A besúgó (regény, 1936, 2. kiadás: Tel-Aviv, 195?) - A bűnbak (regény, 1936) - Csaló és társa (regény, 1936) - A császár nadrágja (regény, 1936) - Ha egy lány hazudik... (regény, 1936) - A hajnali tolvaj (regény, 1936) - Hála Isten, megpofoztak (regény, 1936) - Majd én megmutatom! (regény, 1936, 2. kiadás: Tel-Aviv, 195?) - A megbízható kísértet (regény, 1936) - Nadrág nélkül... (regény, 1936, 2. kiadás: Tel-Aviv, 195?) - A nagy áldozat (regény, 1936) - A szakadék szélén (regény, 1936) - A szerelem nem fontos (regény, 1936, 2. kiadás: Tel-Aviv, 195?) - A telefonos ember (regény, 1936) - Vörös defektet kap (regény, 1936) - Ádám és Éva (regény, 1937, 2. kiadás: Tel-Aviv, 1958) - A bűnös asszony (regény, 1937, 2. kiadás, Tel-Aviv, 1958) - Holnap megnősülök (regény, 1937) - A huszadik menyasszony (regény, 1937) - Kifogástalan úriember (regény, 1937) - Nevető Bobby (regény, 1937, 2. kiadás: Tel-Aviv, 195?) - Az osztály szégyene (regény, 1937) - A szerelmes szélhámos (regény, 1937, 2. kiadás: Tel-Aviv, 1958) - Az asszony ingatag (regény, 1938) - A botrányhős (regény, 1938) - A feleségem vőlegénye (regény, 1938) - Minden lében kanál (regény, 1938, 2. kiadás: Tel-Aviv, 195?) - "Mosolygó bestia" (regény, 1938) - A négy testőr (regény, 1938) - Nem érdemes sikkasztani (regény, 1938) - A nyolc szőrösszívű (regény, 1938) - A szobalány randevúja (regény, 1938) - Tánc az asszony körül (regény, 1938) - Toronyóra lánccal (regény, 1938, 2. kiadás: Tel-Aviv, 1957) - A tökéletes alibi (regény, 1938, 2. kiadás: Tel-Aviv, 195?) - Vihar után... (regény, 1938) - Édes bestia (regény, 1938) - A becsületes sikkasztó (regény, 1939) - Elmarad az esküvő... (regény, 1939) - Hozománya készpénzben (regény, 1939) - Ilonka pénzt szerez (regény, 1939) - Lány a dzsungelben (regény, 1939) - Leány a fronton (regény, 1939, 2. kiadás: Tel-Aviv, 1957) - Most kvittek vagyunk (regény, 1939) - Ruha teszi az embert (regény, 1939) - A szegény milliomos (regény, 1939) | - A cowboy esküje (regény, 1940) - Az ellopott helyőrség (regény, 1940) - A férj nem alszik (regény, 1940) - Nincs irgalom (regény, 1940) - A repülő légionista (regény, 1940) - A rettegés völgye (regény, 1940) - A száguldó ördög (regény, 1940) - Színésznő, vagy úrinő? (regény, 1940) - Tom mint testőr (regény, 1940) - Az utolsó támadás (regény, 1940) - D. Lord: 20.000 font megszökik (regény, 1941, 1990) - Al Barrison bandája (regény, 1941) - Árad a Tisza (regény, 1941) - Az árulók erődje (regény, 1941) - Díszelőadás (regény, 1941, 2. kiadás: 195?) - Az eltűnt őrjárat (regény, 1941) - Hazudj tovább! (regény, 1941) - Hotel Excelsior (regény, 1941) - Johnny igazságot oszt (regény, 1941) - A lift nem működik! (regény, 1941) - D. Lord: Nő ellen nem lehet (regény, 1941) - Remek állás (regény, 1941) - A sikkasztó cowboy (regény, 1941) - Sortűz a farmon (regény, 1941) - D. Lord: Talpig csirkefogó (regény, 1941) - Üzemi baleset (regény, 1941) - Üzemzavar (regény, 1941) - Vigyázz, a nő gázol!!! (regény, 1941) - Vissza a hozományt! (regény, 1941) - Szülőföldem szép határa... (versek, 1941) - Nyomoz a VII/a (ifjúsági regény, 1942) - Nyakigláb karmester zenekara (versek, 1942) - Crobbs a rács mögött (regény, 1942) - Egy kereke hiányzik... (regény, 1942) - Joe Crobbs, a botrányhős (regény, 1942) - Joe Crobbs házat lop (regény, 1942) - Kis senki (regény, 1942) - Majd ha fagy! (regény, 1942) - Minden szava hazugság! (regény, 1942) - Pénz ellen nem lehet! (regény, 1942) - Vigyázat! Szélhámos (vidám történet, 1946) - Vigyázat, vetkőztető! (pesti történet, 1946) - Férfi az ágy alatt (vidám történet, 1947) - Tomy megszökik (ifjúsági regény, 1947) - Az utolsó alkalom (regény, 1947) - Dakotában történt (1951) - Varga Annus (regény, 1951) - Hollywoodi történet (regény, Tel-Aviv, 195?) - Utolsó alkalom (regény, 1994) - A légió pilótája, Leconte (Szeged, 2000) |

## Műfordítás
- Joachim von Kürenberg: Fritz von Holstein, a szürke eminenciás (regény, 1944)